# KS-1 (Flugabwehrraketensystem)
Das KS-1 oder HQ-12 (chinesisch 凱山一號防空飛彈, Pinyin Kai Shan -1, auf Deutsch: Rote Fahne -12 [HQ-12] oder Roter Berg -1 [KS-1]) ist ein in der Volksrepublik China entwickeltes Mittelstrecken-Flugabwehrraketensystem mit Feststoff-Antrieb und radargestützter Zielerfassung. Das System dient zur Abwehr von Kampfflugzeugen, Kampfhubschraubern sowie Marschflugkörpern. Es wurde in den 1980er-Jahren entwickelt und wurde in diverse Staaten exportiert.

## Entwicklungsgeschichte
Die Entwicklungsarbeiten für das KS-1-System wurden vom chinesischen Konzern China Jiangnan Space Industry Co. (auch bekannt als Base 061) in den 1980er-Jahren aufgenommen, um die alternden HQ-2- und HQ-61-Systeme zu ersetzen. Der erste erfolgreiche Test der KS-1 fand angeblich im Jahr 1989 statt und das KS-1 wurde erstmals 1991 auf der Pariser Luftfahrtschau der Öffentlichkeit vorgestellt. Die Entwicklung der KS-1 war 1994 abgeschlossen, aber eine Einführung in der Volksarmee oder Exporte blieben zunächst aus. Die verbesserten Versionen KS-1A und HQ-12 wurden schließlich Ende der 1990er-Jahre bei den Luftstreitkräften und beim Heer der Volksrepublik China eingeführt, erste Auslandsverkäufe unterschiedlicher modernisierter Versionen erfolgten in den 2000er/2010er-Jahren.

## Technik

### Rakete
Ähnlich wie die Boden-Luft-Raketen des älteren HQ-61-Systems, sind die KS-1-Flugkörper einstufig. Der Rumpfdurchmesser der Rakete beträgt 400 mm, und die Flügelspannweite beläuft sich auf 1,2 Meter. Die Startmasse beträgt 886 kg bei einer Gesamtlänge von 5,644 Metern. In niedrigen Höhen sollen die Lenkwaffen Flugmanöver mit einer maximalen Querbelastung von bis zu 18 g durchführen können. Mit zunehmender Höhe sinkt die Belastungsgrenze auf einen einstelligen g-Bereich.
Die Rakete ist mit einem 100 kg schweren Sprengkopf ausgestattet. Die maximal erreichbare Geschwindigkeit liegt je nach Version bei 750 bis 1200 m/s. Die maximale Reichweite beläuft sich bei der Version KS-1C auf 70 km. Pro Startgerät können zwei Flugkörper transportiert und gestartet werden. Vor dem Start muss die Abschussrampe auf einem Winkel von 40° bis 70° geneigt werden.
Die modernste Version, HQ-22 (FK-3), unterscheidet sich äußerlich signifikant von den Vorgängerversionen. Vier anstatt zwei Raketen können pro Startgerät mitgeführt werden, zudem befinden sich die Flugabwehrraketen in zylindrischen Abschussbehältern.

### Radare

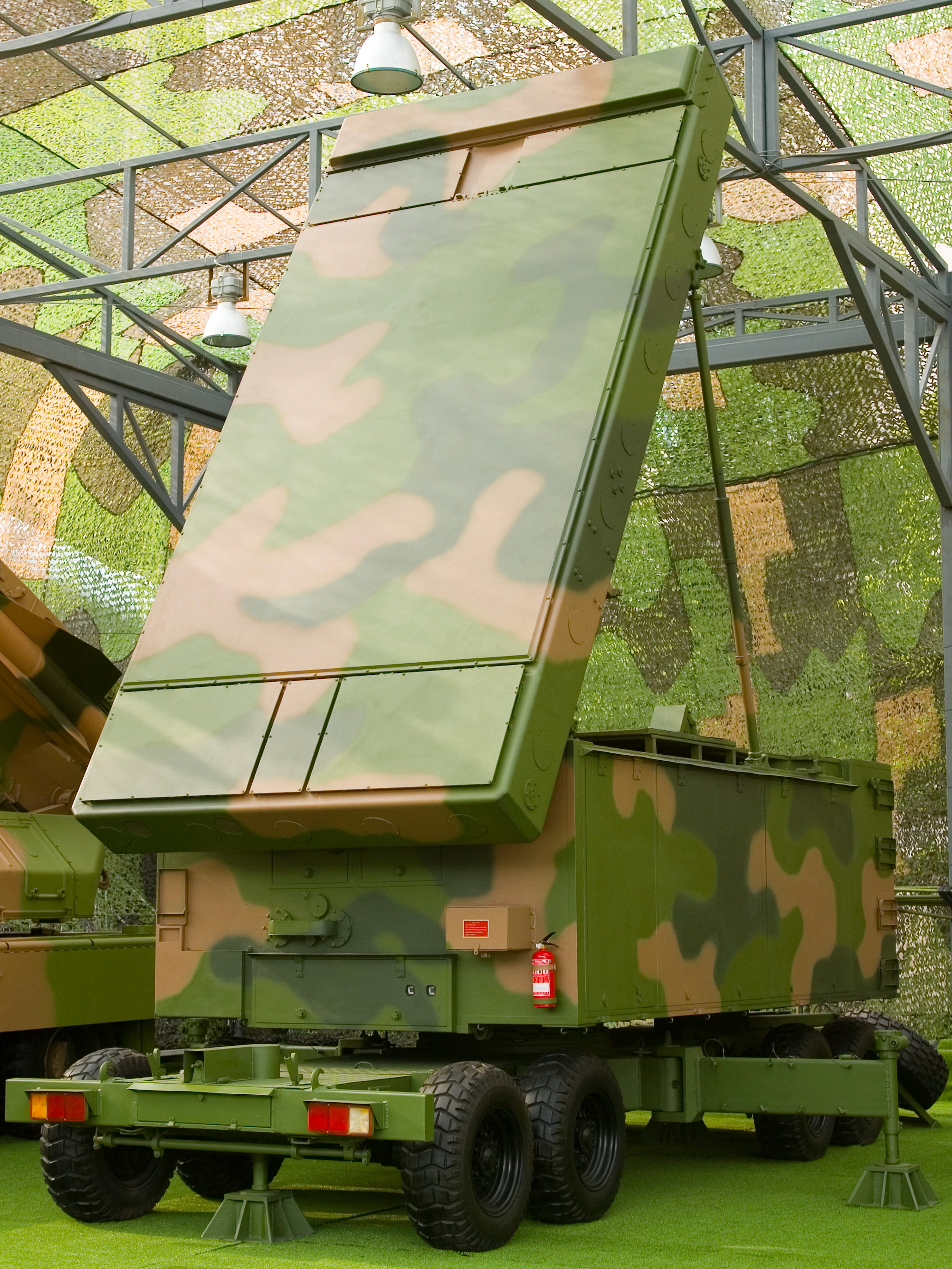
Phased-Array-Suchradar H-200

- SJ-202 (Gin Sling A): In der ersten Version KS-1 wurde das Suchradar SJ-202 verwendet, welches auch vom HQ-2-System verwendet wurde und im Wesentlichen eine Kopie des sowjetischen Suchradars SNR-75 ist. Das Radar befindet sich auf einem Anhänger oder ist ortsfest verbaut.[1] Das SJ-202 ist das erste chinesische 3D-Phased-Array-Radar mit einer Reichweite von bis zu 115 km. Das Radar arbeitet im G-Band und kann sechs Raketen verfolgen, um drei bis sechs Ziele zu bekämpfen.[2]

- H-200: Das H-200-Phased-Array-Radar wird seit 2007 als primäre Radarkomponente des KS-1A-Systems geführt. Diese Phased-Array-Antenne ist dem US-amerikanischen MPQ-53-Radar des Patriot-Systems und dem russischen 30N6-Radar äußerlich ähnlich und ist entweder ortsfest oder auf einem Anhänger angebracht.[6]

- HT-233, SJ-231: Das SJ-231 ist ein Radar für das KS-1A/HQ-12-System, das auf der HT-233-PESA-Radarantenne basiert. Die veröffentlichten Leistungswerte sind praktisch identisch mit denen des H-200-Radars. Im Gegensatz zum gezogenen H-200 ist das SJ-231/HT-233-Radar auf einem geländegängigen 6×6- oder 8×8-LKW montiert.[7]

## Varianten

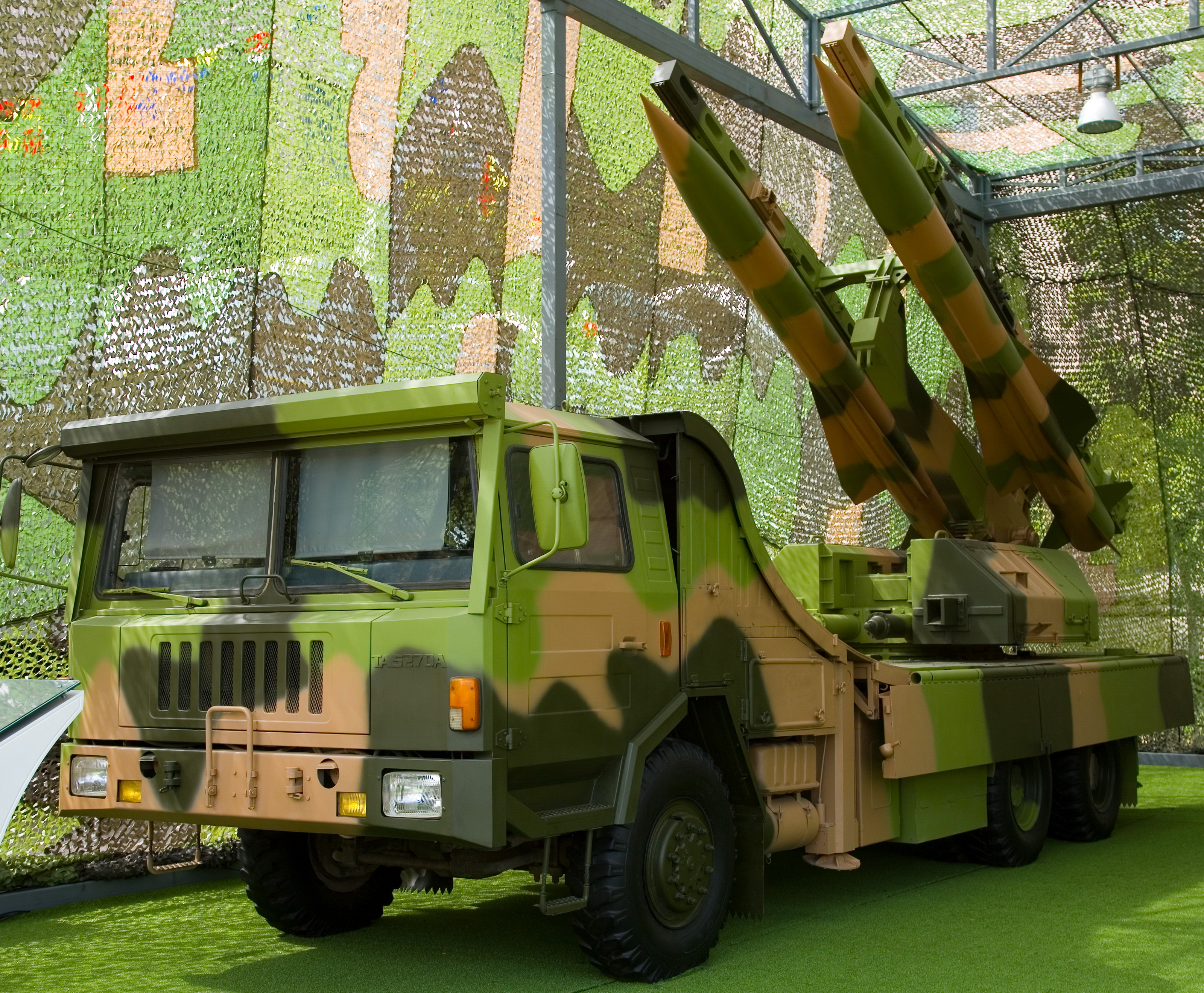
KS-1A-Startfahrzeug auf Basis eines TA5270A

Diverse Varianten der KS-1 sind bis dato bekannt:
- KS-1: Erste Version in stationärer Ausführung mit ortsfesten Abschussrampen, die denen des HQ-2-Systems ähnelten. Zur Anwendung kommt das SJ-202-Suchradar, dass ebenfalls vom HQ-2-System verwendet wird und im Wesentlichen eine Kopie des sowjetischen Suchradars SNR-75 ist.[1] Zwei Raketen können simultan gegen ein Ziel gesteuert werden. Die maximale Bekämpfungsreichweite beträgt 40 km. Der Raketenstart erfolgt von ortsfesten Abschussrampen, die denen des HQ-2-Systems ähnelten.
- KS-1A: Steigerung der Reichweite auf 50 km und der Dienstgipfelhöhe auf 24 km.[9] Bei dieser Version handelt es sich beim KS-1 um ein mobiles Flugabwehrsystem, sämtliche Komponenten sind auf geländegängigen LKW montiert. Eine KS-1A-Batterie besteht aus einem Suchradar, vier Startfahrzeugen mit jeweils zwei Raketen, Nachladefahrzeugen, Gefechtsstand und Stromversorgungsfahrzeugen mit Generatoren.[10]
- KS-1C: Die KS-1C wurde von der China Aerospace Science and Industry Corporation (CASIC) entwickelt und ist die verbesserte Version der KS-1A. Es hat eine erhöhte Reichweite von 70 km (vorher 50 km) und eine gesteigerte Einsatzhöhe von 27 km (vorher 24 km).
- HQ-12: Ein Derivat der KS-Serie, welches das SJ-202/212-Radar verwendet.
- HQ-22 (Exportbezeichnung FK-3): Die HQ-22 ist Chinas neueste Generation eines Mittelstrecken-Flugabwehrraketensystems. Es ist eine Variante der HQ-12 und verwendete einen neuen Lenkwaffentyp und stellt eine grundlegende Überarbeitung des KS-1-Systems dar. Dieser hat eine Reichweite von rund 100 km und eine effektive Bekämpfungshöhe von 50 m bis 27 km.[11][12] Die Flugabwehrraketen befinden sich in dieser Version in zylindrischen Transport- und Abschussbehältern, aus denen der Start erfolgt. Vier solcher Behälter werden auf einem 8×8-LKW transportiert und gestartet. Das modernisierte Feuerleitradar kann 12 Lenkwaffen gegen 6 Ziele steuern.[13] HQ-22 ist im Vergleich zum HQ-9-System günstiger und wird eines der Standbeine des chinesischen Luftverteidigungssystems bilden und soll alle älteren System mittelfristig ersetzen.

## Nutzer

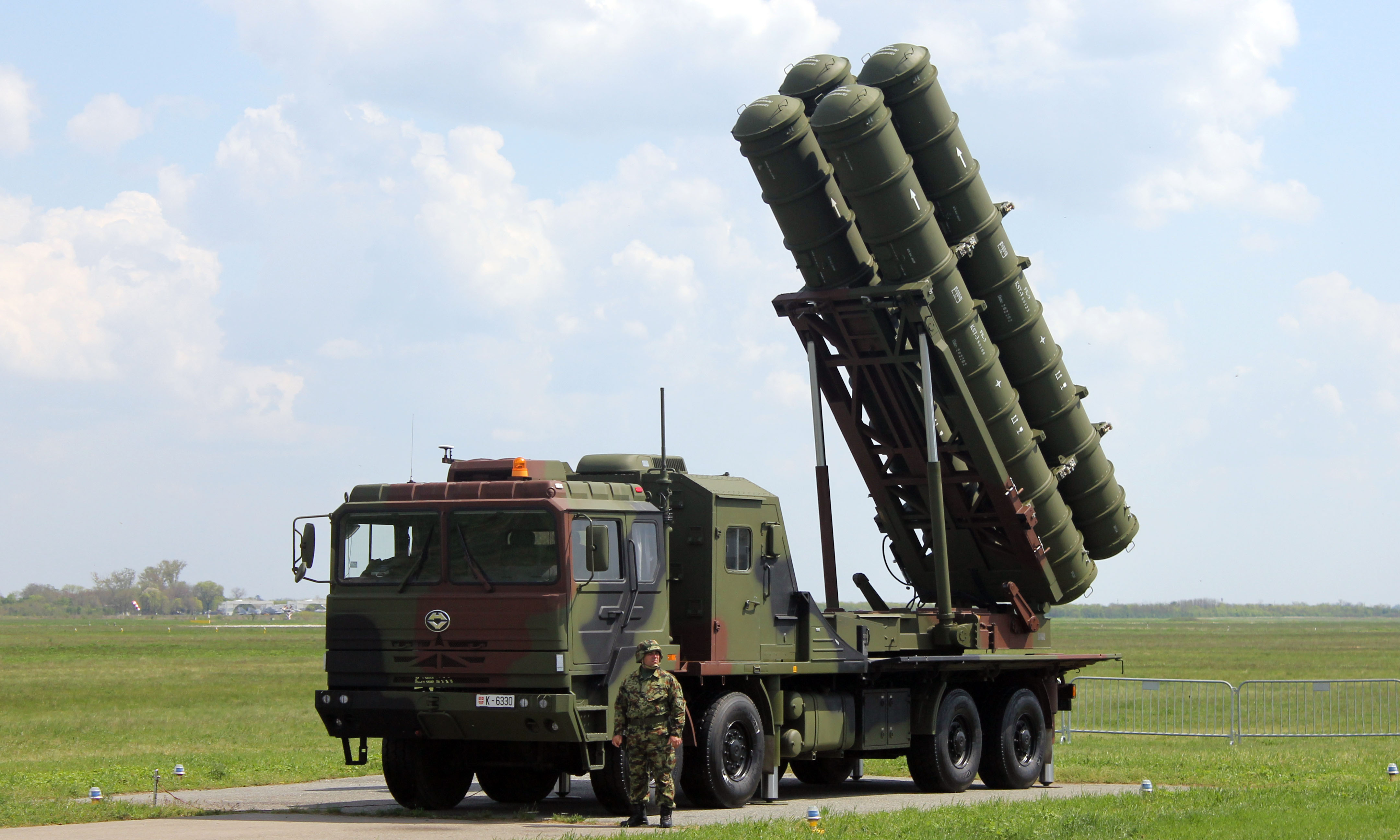
Serbisches FK-3-Startfahrzeug

- Volksrepublik China: Zwischen 2000 und 2010 wurde 60 Startfahrzeuge an die Volksbefreiungsarmee ausgeliefert.[14]
- Myanmar[15][16]: Vier KS-1C-Batterien 2015/2016 erhalten.
- Serbien: Die serbische Regierung hat im Jahr 2018 ein Kaufinteresse für drei FK-3-Batterien bekundet, das ein Gesamtvolumen von 200 Millionen US-Dollar umfasst.[17] Regierungskreise gaben in serbischen Medien an, dass drei Batterien dieses Systems ausreichten, um das gesamte Staatsgebiet vor Luftangriffen zu schützen.[17] Die ersten Systeme wurden Anfang April 2022 mit Xian-Y-20-Militärtransportflugzeugen nach Serbien geflogen.[18]
- Turkmenistan[15]: Eine Batterie KS-1A oder KS-1C im Jahr 2016 erhalten.
- Thailand[15] Unbekannte Anzahl von Abwehrsystemen der Version KS-1C im Jahr 2016 erhalten.